# Sixto López López
Sixto López López (Sierra de Gata, Cáceres, Extremadura, 7 de julio de 1917-Madrid, 2 de mayo de 1991) fue un juez y magistrado cacereño con una larga y fructífera carrera judicial (plasmada en más de 10 000 sentencias) que abarcan, desde la inmediata posguerra española y el completo periodo del franquismo, hasta el final de la transición democrática.

Su vida coincide, casi exactamente, con el nacimiento y desaparición de la Unión Soviética: nace a la vez que la Revolución de 1917 y fallece simultáneamente con el colapso de la URSS.

## Biografía
Sixto López nació en Valverde del Fresno, Sierra de Gata, Cáceres, Extremadura 7 de julio de 1917. Justo en aquellos días, a muy pocos kilómetros, se estaban produciendo los llamados "Milagros de Fátima" en la vecina Portugal. Sixto, que fue el segundo hijo de Alfonsa y Juan (un próspero comerciante de ascendencia portuguesa), paso los primeros años de su infancia en el su pueblo natal, donde adoptó lo que sería su segundo idioma, "A Fala" así como un tremendo cariño por su pueblo y sus paisanos que ya nunca abandonaría. Con nueve años ingresó interno en el Colegio Salesiano de Salamanca donde completó los estudios escolares con excelentes calificaciones. En esta época desarrolló su cariño por la figura de Don Bosco, que le perseguiría, al menos postalmente, durante el resto de su vida. Acabada la etapa escolar, y motivado en parte por su primo el fiscal Santiago Chamorro Piñero, continuó sus estudios universitarios en la capital salmantina donde se matriculó en Derecho. En el verano de 1936, diez días después de cumplir 19 años, comenzaría La guerra civil española, interrumpiendo sus estudios y su vida durante tres largos y penosos años.

Por su edad y situación geográfica fue inmediatamente llamado a filas y destinado a Medina del Campo (Valladolid) en la llamada "zona nacional". Pasó los tres años de la guerra en el puesto antiaéreo de la torre de la Colegiata de San Antolín. Siempre comentó satisfecho que no llegó a disparar un solo tiro porque "ignoraban el bando de los aviones que sobrevolaban la localidad". Durante la guerra contrajo una grave neumonía de la que fue atendido con cariño y diligencia por religiosas en el Hospital de campaña Simón Ruíz (enlace roto disponible en Internet Archive; véase el historial, la primera versión y la última)., las secuelas de esta enfermedad le acompañaron el resto de su vida y terminaron derivando en una Enfermedad Pulmonar Obstructiva Crónica. Medina era considerada zona de retaguardia, por lo que la experiencia bélica fue relativamente tranquila; sin embargo la guerra, como para casi todas las familias españolas,  trajo desgarradoras consecuencias para los suyos y por parte de ambos bandos: Su tío Casto Prieto, alcalde de Salamanca en la República, era detenido y fusilado por las tropas franquistas y, el hermano de su cuñado, Teodoro Pascual Cordero, diputado de la CEDA, era "purgado" en Madrid a manos de las milicias republicanas.
 Como una gran parte de los españoles que pasaron por este periodo, casi nunca hablaba de ello.
Al acabar la contienda se reincorporó a los estudios jurídicos y en tan solo un año aprobó los dos cursos de estudios que le restaban. Acabada la carrera se desplazó a Madrid para preparar oposiciones de Notaría, pero, apenas 15 meses después de iniciar las oposiciones, y con intención de tomar práctica en las pruebas de acceso, se presentó a los exámenes de judicatura, aprobando, para su sorpresa y con excelente nota, en el primer intento. La posibilidad de independizarse económicamente, el prestigio del cargo y la fascinación profesional por el ejercicio directo del Derecho, lo abocaron a aceptar el cargo y asumir con ganas y entrega el ejercicio de la tarea jurisdiccional. Su primer destino fue Jarandilla de la Vera, donde se incorporó con apenas 28 años y experimentó personalmente las incursiones guerrilleras de "Los Maquis".

Por encima de la seriedad de su cargo Sixto siempre destacó por su campechanía y buen humor. Es reseñable una anécdota que el mismo contaba en pocas ocasiones: Llegando a Utrera a tomar posesión de su cargo de Juez de Primera Instancia, con 30 años, se encontró la noche misma de su llegada un grupo de gitanos que con su guitarra y buenas "bailaoras" amenizaban la noche de un triste mesón. Sixto se unió a la fiesta y, cómo subiría esta de tono que, ya de madrugada, fueron amonestados por una pareja de la Guardia Civil que terminó por encerrarlos en el calabozo a todos ellos. Sixto hizo ocultación de su cargo por solidaridad con los gitanos y porque, soltero y sin conocidos en la localidad, le divertía la situación. Ya por la mañana, al acercarse un guardia, le preguntó que cuando los iban a soltar, "Cuando llegue el nuevo Juez", contestó malhumorado el número de la Guardia Civil. Sixto sacó su carnet de Juez y la carta de nombramiento en Utrera y se la entregó. El Guardia Civil, con gran sofoco, puso a todos inmediatamente en libertad y se deshizo en excusas ante el Juez. Sixto le pasó la mano por el hombro, le disculpó e invitó a todos a un café con churros, guardias y gitanos.

Sixto contrajo matrimonio en Madrid el 25 de mayo de 1953 en la iglesia del Buen Suceso de Madrid con María Matilde Gutiérrez Robles, (Badajoz, 1933) con quien tuvo 4 hijos: María Teresa (Coria, 1954), Juan Sixto (Coria, 1955), María Matilde (Salamanca, 1961) y José Miguel (Coria, 1963). Además de su carrera judicial, Sixto fue un gran aficionado a la genealogía y al estudio de la Geografía e Historia de la península ibérica. Solía divertirse sorprendiendo a conocidos y extraños con información erudita de sus localidades de origen que ellos mismos ignoraban. Su modestia y falta de tiempo fuera del ámbito profesional le impidieron publicar muchos de los trabajos que redactó sobre estas materias. Su periodo estival lo repartía casi siempre entre su pueblo natal y la ciudad portuguesa de Figueira da Foz. En el ámbito espiritual fue una persona que, sin excesos, pero con fe, practicó la religión católica y no descuidó nunca la caridad. Siempre aportó las cantidades que le permitía su economía a diferentes instituciones misioneras como los Misioneros Combonianos.
En su dilatada carrera, su carácter siempre afable y abierto le propició el cariño y la amistad de todos los que le trataban, tanto el de sus familiares, paisanos (Siempre metidos en problemas de contrabando fruto de la situación fronteriza del pueblo natal), como compañeros de carrera (La víctima de E.T.A. Fernando de Mateo Lage, Ángel Escudero, Fernando Ledesma), abogados (José María Gil-Robles, Cristina Almeida), fiscales (Jesús Vicente Chamorro), forenses (Alfonso Cabeza), políticos (Ramón Serrano Suñer, Pablo Castellano) y otras personas de relevancia social como el ganadero Victorino Martín, o el poeta salmantino Pepe Ledesma.
En su larga carrera judicial, de más de 40 años, paso por todos los escalafones, desde Juez de Instrucción y Primera Instancia, hasta Presidente de varias Salas de la Audiencia Territorial de Madrid. Su constancia y amor por el trabajo se materializaron en más de 10 000 sentencias meditadas y razonadas que, muy difícilmente, prosperaban en recursos hacia instancias superiores.  Entre sus múltiples destinos estuvieron: Jarandilla de la Vera, Segovia, Alcaraz, Jerez de la Frontera, Utrera, Hervás, Albarracín, Coria, Ferrol, Salamanca, Barcelona, Cáceres y Madrid.

Durante toda su carrera fue muy reconocido por su ecuanimidad, profesionalidad y trato amable y benevolente. Intervino en muchos procedimientos de gran impacto mediático para la época como el Caso Sofico, el encarcelamiento de Eleuterio Sánchez "El Lute", el recurso de la sentencia de legalización del Partido Comunista de España (Donde su voto dirimente como Presidente de Sala fue decisivo), supervisión del proceso electoral de 1977, la legalización de Herri Batasuna en 1985, su intervención en el "Caso Nani" o el procesamiento del gobernador civil de Cáceres que le costó un fulminante e inopinado traslado forzoso de Salamanca (Donde vivía en el mismo inmueble que Cármen Laforet) a Barcelona en un momento complicado para sus circunstancias personales y familiares. A pesar del clima conservador de la época Sixto ponía la Justicia por delante de cualquier convencionalismo e interés: el procesamiento del gobernador civil de Cáceres en contra de la opinión de instancias superiores en pleno periodo franquista ha sido ensalzado por políticos de izquierda de la transición como uno de los pocos actos de insumisión del aparato judicial de la época y un ejemplo de independencia digno de loa.
 Antes de su jubilación Sixto obtuvo el reconocimiento formal a su brillante y larga carrera por parte del Ministerio de Justicia al serle otorgada la Gran Cruz de la Orden de San Raimundo de Peñafort.
Los diez últimos años de su vida los pasó acompañado de una mascarilla y una botella de oxígeno sin perder nunca su simpatía, buen humor, ganas de viajar y persistencia en el trabajo. Su jubilación se produjo en 1986, si bien, la falta de Magistrados y el alto número de asuntos por resolver lo mantuvieron en su cargo de manera excepcional hasta poco antes de su muerte. Durante esos años se vio obligado a alternar su quehacer con frecuentes ingresos hospitalarios. Sixto López falleció sin sufrimiento en Madrid, en la Fundación Jiménez Díaz, la madrugada del 2 de mayo de 1991 acompañado de sus familiares y amigos víctima de la EPOC a la edad de 74 años. El entierro, multitudinario, se celebró en su pueblo natal, Valverde del Fresno, donde yacen sus restos en el panteón familiar.
Curiosamente, su vida coincidió, casi exactamente, con el nacimiento y desaparición de la Unión Soviética: nace a la vez que la Revolución de 1917 y la destitución del Zar Nicolás II y fallece simultáneamente con el colapso de la URSS propiciado por Mijaíl Gorbachov. El "Segundo Misterio de Fátima" comienza y acaba con su vida.